# Scolypopa confinis
Scolypopa confinis är en insektsart som först beskrevs av William Lucas Distant 1906.  Scolypopa confinis ingår i släktet Scolypopa och familjen Ricaniidae. Inga underarter finns listade i Catalogue of Life.